# Инженерно-строительные институты
Инженерно-строительные институты — высшие учебные заведения для подготовки инженерных и научных кадров в различные отрасли строительства, автоматизации и механизации строительного производства.

## История

### Ранняя история
В 1773 в Санкт-Петербурге было создано горное училище, для изучения проектирования и строительства деревянных и каменных плотин, фундаментов и шлюзов. В 1809 году в Петербурге для подготовки инженеров по строительству дороги искусственных сооружений был основан институт корпуса инженеров путей сообщения, в институте проводилась практика по строительству, изучали составление проектов и смет, производство строительных работ, основы механики и гидравлики, рисовальное искусство и архитектуру, математику и геодезию. 
В 1832 году в Петербурге был создан Институт гражданских инженеров первое специализированное высшее учебное заведение для подготовки инженерно-строительных кадров, в этом институте изучение теоретических основ сочеталось с лабораторными и практическими работами, практикой на строительных объектах и курсовым проектированием. В Институт гражданских инженеров были созданы научно-педагогической школы в области проектирования и строительства жилых, промышленных и гражданских зданий. В начале XX века  началась специализация в подготовке инженеров строительного профиля, и с 1905 институт стал выпускать инженеров санитарной техники, дорожников и инженеров-архитекторов.
В 1907 году было открыто было открыто инженерно-строительное отделение  при  Петербургском политехническом институте, в состав инженерно-строительного отделения входили: сухопутно-дорожное и гидротехническое подотделения, в этом отделении были сформирована научно-педагогические школы в области гидравлики и гидротехники и механики сыпучих тел. В 1916 году на базе женских техническо-строительных курсов и первых женских строительных курсов был создан Петроградский женский политехнический институт с инженерно-строительным и архитектурным отделением, по окончании института присваивались звания инженер-строитель и инженер-архитектор.
В 1907 году в Императорском Московском техническом училище было введено преподавание курса архитектуры по вопросам проектирования, конструирования и строительства инженерных сооружений и зданий, в 1918 году был открыт  инженерно-строительный факультет, вошедший впоследствии в Московский институт гражданских инженеров, ставший центром подготовки инженеров-строителей

### Советская история
После Октябрьской революции 1917 года, большинство инженерно-строительных институтов было оставлено новой Советской властью, но и были созданы новые: 1921 год — Московский, 1930 год — Воронежский, Горьковский, Киевский, Днепропетровский, Одесский, Куйбышевский, Новосибирский, Полтавский, Харьковский, 1944 год — Всесоюзный заочный, Ростовский, 1946 год — Казанский, 1952 год — Томский, Волгоградский, 1954 год — Белгородский, 1958 год — Пензенский, Усть-Каменогорский, 1966 год — Брестский, 1969 год — Вильнюсский, 1971 год — Тюменский, 1972 год — Макеевский инженерно-строительные институты. 
Основной профиль инженерно-строительных институтов это подготовка инженерно-строительных кадров для различных отраслей строительства, механизации и автоматизации строительного производства по таким специальностям как: строительные и дорожные машины и оборудования,  автоматизация и комплексная механизация строительства, архитектура, промышленное, гражданское, городское и  гидротехническое строительство. Инженеров-строителей для отраслей промышленности так же готовят некоторые строительные факультеты институтов железнодорожного транспорта и политехнических институтов. В большинстве инженерно-строительных институтов были созданы подготовительные отделения, дневные, вечерние и заочные факультеты. Наиболее крупные институты имели свои филиалы в других городах. В восемнадцати институтах из двадцати шести имеющихся на 1972 год в СССР были организованы аспирантуры для защиты кандидатских и докторских диссертаций.
В Инженерно-строительных институтах срок обучения составляет от пяти до шести лет лет, при окончании института выпускники получают квалификацию инженера-строителя, инженера-гидротехника и  инженера-механика.

### Российская история
Международная ассоциация строительных вузов объединяет 142 высшего учебного заведения России и стран СНГ.
На протяжении многих лет основными уровнями квалификации специалистов в области строительства были техник-строитель (с трехлетним сроком обучения в средних специальных учебных заведениях) и инженер-строитель (с пятилетним сроком обучения в высших учебных заведениях). В связи с присоединением России к Болонскому процессу высшее строительное образование переходит на двухуровневую систему бакалавр-магистр с 4 и 6 годами обучения соответственно. При этом в учебных планах каждого цикла образования (см. ниже) выделяется базовая часть (обязательная для всех вузов), вариативная часть (устанавливаемая вузом) и дисциплины по выбору студента.